# Santos Domínguez y Benguria
Santos Quintín Domínguez y Benguria (Bermeo, 31 de octubre de 1841-Paraná, 24 de marzo de 1905) fue un contador, arquitecto, diplomático y político nacido en la provincia de Vizcaya, España. Desarrolló diversas actividades en la ciudad de Paraná, Argentina. Fue el creador del Palacio Municipal, el escudo y numerosas obras de la ciudad. 
En abril de 1860, llegó a Argentina, más precisamente a la ciudad de Buenos Aires, convocado por sus tíos maternos. Trabajó en la empresa familiar de flota fluvial hasta 1867 que en se radicó en la ciudad de Paraná.
Allí se casó con Adelaida Bernard, de diecisiete años, en la iglesia-catedral, el 24 de octubre de 1868. Con ella tuvo nueve hijos.
Fue contador del general Justo José de Urquiza entre 1867 y 1870, año en que fue asesinado el caudillo entrerriano.
Entre las obras de su autoría que se ubican en la capital entrerriana
se encuentran:
- El Palacio Municipal
- La Capilla de San Francisco de Borja
- El edificio de la Sociedad Española
- El Puente Francisco Martínez Segovia o Puente de los Suspiros
- El Puente Blanco
- El Puente del Antoñico

Es también creador del Escudo Municipal. El óleo que se exhibe en la sala de sesiones del Consejo Deliberante, fue obsequiado por él a la ciudad el 25 de mayo de 1877.
Entre otras actividades fue vicecónsul de España, concejal y presidente municipal de Paraná entre 1890 y 1892.
- Datos: Q6121397